# Zelenîi Hai, Kirovohrad
Zelenîi Hai (în ucraineană Зелений Гай) este un sat în comuna Veselivka din raionul Kirovohrad, regiunea Kirovohrad, Ucraina.

## Demografie
Componența lingvistică a localității Zelenîi Hai
     Ucraineană (90,98%)
     Rusă (8,2%)
Conform recensământului din 2001, majoritatea populației localității Zelenîi Hai era vorbitoare de ucraineană (90,98%), existând în minoritate și vorbitori de rusă (8,2%).